# Definitive Gold: Ray Charles
Definitive Gold: Ray Charles – box set amerykańskiego muzyka Raya Charlesa, wydany w 2006 roku. Jest jednym z box setów z serii Definitive Gold, przedstawiających twórczość jednych z najwybitniejszych artystów w historii. Do tej pory w ramach tej serii ukazały się również box sety m.in. Glenna Millera, Nata Kinga Cole’a, Elly Fitzgerald i Franka Sinatry.

## Lista utworów
Dysk 1
1. "Let the Good Time Roll"
2. "Georgia on My Mind"
3. "I Believe to My Soul"
4. "Come Rain or Come Shine"
5. "Oh, What a Beautiful Morning"
6. "Some Enchanted Evening"
7. "Hallelujah, I Love Her So"
8. "I’m Gonna Move to the Outskirts"
9. "Hit the Road Jack"
10. "Margie"
11. "I Wonder"
12. "I Can’t Stop Loving You"
13. "Take These Chains from My Heart"
14. "I Can See Clearly Now"
15. "What’d I Say"
16. "America the Beautiful"

Dysk 2
1. "I Love You, I Love You"
2. "Confession Blues"
3. "Let’s Have a Ball"
4. "Alone in This City"
5. "Rockin’ Chair Blues"
6. "Can Anyone Ask for More?"
7. "If I Give You My Love"
8. "This Love of Mine"
9. "Can’t You See Darling?"
10. "How Long Blues"
11. "A Sentimental Blues"
12. "Ain’t That Fine"
13. "Blues Before Sunrise"
14. "You’ll Never Miss the Water"
15. "Don’t Put All Your Dreams in One Basket"
16. "Sittin’ on Top of the World"

Dysk 3
1. "See See Rider"
2. "I’ve Had My Fun"
3. "What Have I Done?"
4. "Honey, Honey"
5. "She’s on the Ball"
6. "Late in the Evening Blues"
7. "Th’ Ego Song"
8. "Someday"
9. "I Wonder Who’s Kissing Her Now?"
10. "All to Myself"
11. "Lonely Boy"
12. "Baby, Let Me Hold Your Hand"
13. "I’ll Do Anything But Work"
14. "I’m Glad for Your Sake"
15. "Baby Won’t You Please Come Home"
16. "Kissa Me Baby"

Dysk 4
1. "Hey Now"
2. "The Snow Is Falling"
3. "Misery in My Heart"
4. "Why Did You Go?"
5. "I’m Wondering and Wondering"
6. "Walkin’ and Talkin’"
7. "Guitar Blues"
8. "Back Home"
9. "Let Me Hear You Call My Name"
10. "Someday Baby"
11. "Low Society"
12. "It Should Have Been Me"
13. "Losing Hand"
14. "Heartbreaker"
15. "Sinner’s Prayer"
16. "Mess Around"

Dysk 5
1. "Funny"
2. "Feelin’ Sad"
3. "I Wonder Who"
4. "Don’t Know Who"
5. "Nobody Cares"
6. "Ray’s Blues"
7. "Mr. Charles Blues"
8. "Blackjack"
9. "I Got a Woman"
10. "Greenbacks"
11. "Come Back Baby"
12. "The Sun’s Gonna Shine Again"
13. "Roll with My Baby"
14. "The Midnight Hour"
15. "Jumpin’ in the Morning"
16. "A Fool for You"
17. "This Little Girl of Mine"